# Промах Македонский
Промах (др.-греч. Πρόμαχος; умер в 324 году до н. э.) — македонский воин, участник походов Александра Македонского.
В 324 году до н. э. после самосожжения Калана Александр Македонский приказал провести состязания в музыке, борьбе и гонки колесниц. Отдельным пунктом программы стало состязание в винопитии «по причине любви индусов к вину». Приз для победителя составлял талант серебра (либо золотой венок стоимостью в талант серебра), за «серебро» полагалось 30 мин (пол-таланта), «бронзу» — 10 мин.
Победителем на этом состязании стал Промах. Он выпил около 13 литров неразбавленного вина и через три или четыре дня умер. Кроме Промаха от алкогольного отравления умер ещё 41 участник состязания. Согласно современным оценкам, самосожжение Калана и последующее состязание состоялись в Сузах.
Первоисточником истории о винном состязании и его победителе Промахе является «История Александра» Хареса Митиленского. Сам труд не сохранился, однако история дошла до современников в изложении Плутарха, Афинея и Клавдия Элиана.